# Olympische Winterspiele 1988/Teilnehmer (BR Deutschland)
| Gelbes Symbol für Goldmedaillen mit stilisierten Olympischen Ringen | Graues Symbol für Silbermedaillen mit stilisierten Olympischen Ringen | Braundes Symbol für Bronzemedaillen mit stilisierten Olympischen Ringen |
| ------------------------------------------------------------------- | --------------------------------------------------------------------- | ----------------------------------------------------------------------- |
| 2                                                                   | 4                                                                     | 2                                                                       |

Die Bundesrepublik Deutschland nahm an den Olympischen Winterspielen 1988 im kanadischen Calgary mit einer Delegation von 90 Athleten teil, davon 71 Männer und 19 Frauen.

## Fahnenträger
Der Biathlet Peter Angerer trug die Flagge der Bundesrepublik Deutschland während der Eröffnungsfeier.

## Medaillen
Im Medaillenspiegel belegte das bundesdeutsche Team mit zwei Gold-, vier Silber- und zwei Bronzemedaillen den achten Rang.

### Medaillenspiegel
| Rang   | Sportart              | Gold | Silber | Bronze | Gesamt |
| ------ | --------------------- | ---- | ------ | ------ | ------ |
| 1      | Ski Alpin             | 1    | 2      | 1      | 4      |
| 2      | Nordische Kombination | 1    | —      | —      | 1      |
| 3      | Rennrodeln            | —    | 1      | 1      | 2      |
| 4      | Biathlon              | —    | 1      | —      | 1      |
| Gesamt | Gesamt                | 14   | 10     | 7      | 31     |

### Medaillengewinner
| Name/n                                               | Sportart              | Wettkampf          |
| ---------------------------------------------------- | --------------------- | ------------------ |
| Gold                                                 |                       |                    |
| Thomas Müller Hans-Peter Pohl Hubert Schwarz         | Nordische Kombination | Teamwettkampf      |
| Marina Kiehl                                         | Ski Alpin             | Abfahrt            |
| Silber                                               |                       |                    |
| Peter Angerer Fritz Fischer Stefan Höck Ernst Reiter | Biathlon              | 4 × 7,5 km Staffel |
| Georg Hackl                                          | Rennrodeln            | Einsitzer          |
| Christa Kinshofer                                    | Ski Alpin             | Riesenslalom       |
| Frank Wörndl                                         | Ski Alpin             | Slalom             |
| Bronze                                               |                       |                    |
| Christa Kinshofer                                    | Ski Alpin             | Slalom             |
| Thomas Schwab Wolfgang Staudinger                    | Rennrodeln            | Doppelsitzer       |

## Teilnehmer nach Sportarten

### Biathlon
| Athleten                                             | Wettbewerbe        | Zeit        | Fehler      | Rang   |
| ---------------------------------------------------- | ------------------ | ----------- | ----------- | ------ |
| Männer                                               |                    |             |             |        |
| Peter Angerer                                        | 10 km Sprint       | 26:13,2 min | 2 (0+2)     | 10     |
| Peter Angerer                                        | 20 km Einzel       | 58:46,7 min | 3 (0+2+0+1) | 10     |
| Fritz Fischer                                        | 10 km Sprint       | 26:25,9 min | 1 (0+1)     | 12     |
| Fritz Fischer                                        | 20 km Einzel       | 1:01:04,5 h | 5 (1+1+0+3) | 23     |
| Stefan Höck                                          | 10 km Sprint       | 27:26,2 min | 3 (0+3)     | 26     |
| Ernst Reiter                                         | 10 km Sprint       | 26:50,2 min | 2 (2+0)     | 19     |
| Ernst Reiter                                         | 20 km Einzel       | 1:01:54,8 h | 5 (2+0+2+1) | 29     |
| Herbert Fritzenwenger                                | 20 km Einzel       | 1:00:27,8 h | 4 (0+2+2+0) | 17     |
| Peter Angerer Fritz Fischer Stefan Höck Ernst Reiter | 4 × 7,5 km Staffel | 1:23:37,4 h | 0 (0+0+0+0) | Silber |

### Bob
| Athleten                                                    | Wettbewerb | Lauf 1  | Lauf 1 | Lauf 2      | Lauf 2 | Lauf 3      | Lauf 3 | Lauf 4  | Lauf 4 | Gesamt      | Gesamt |
| Athleten                                                    | Wettbewerb | Zeit    | Rang   | Zeit        | Rang   | Zeit        | Rang   | Zeit    | Rang   | Zeit        | Rang   |
| ----------------------------------------------------------- | ---------- | ------- | ------ | ----------- | ------ | ----------- | ------ | ------- | ------ | ----------- | ------ |
| Männer                                                      |            |         |        |             |        |             |        |         |        |             |        |
| Anton Fischer Christoph Langen                              | Zweierbob  | 57,58 s | 6      | 59,70 s     | 10     | 1:00,06 min | 6      | 59,28 s | 7      | 3:56,62 min | 7      |
| Michael Sperr Rolf Müller                                   | Zweierbob  | 57,47 s | 5      | 1:00,09 min | 16     | 1:00,42 min | 11     | 59,86 s | 14     | 3:57,84 min | 11     |
| Michael Sperr Florian Cruciger Olaf Hampel Rolf Müller      | Viererbob  | 57,58 s | 19     | 58,04 s     | 13     | 56,41 s     | 4      | 58,14 s | 15     | 3:50,17 min | 14     |
| Anton Fischer Christoph Langen Uwe Eisenreich Franz Nießner | Viererbob  | 57,02 s | 9      | 57,75 s     | 10     | 56,71 s     | 11     | 58,07 s | 12     | 3:49,55 min | 11     |

### Eishockey
Die deutsche Mannschaft belegte von zwölf Mannschaften den fünften Platz.
| Wettbewerb  | Männer |
| ----------- | --- |
| Spieler     | Christian Brittig Peter Draisaitl Ron Fischer Georg Franz Karl Friesen Dieter Hegen Georg Holzmann Udo Kießling Harold Kreis Horst-Peter Kretschmer Dieter Medicus Andreas Niederberger Peter Obresa Helmut de Raaf Joachim Reil Roy Roedger Peter Schiller Josef Schlickenrieder Manfred Schuster Helmut Steiger Bernd Truntschka Gerd Truntschka Manfred Wolf |
| Trainer     | Xaver Unsinn |
| Vorrunde    | Tschechoslowakei 2:1 Norwegen 7:3 Österreich 3:1 Sowjetunion 3:6 Vereinigte Staaten 4:1 |
| Finalrunde  | Finnland 0:8 Kanada 1:8 Schweden 2:3 |
| Platzierung | 5, |

### Eiskunstlauf
| Athleten                            | Wettbewerbe | Pflichtprogramm/-tanz | Kurzprogramm/Originaltanz | Kür/Kürtanz | Gesamt    | Gesamt |
| Athleten                            | Wettbewerbe | Rang                  | Rang                      | Rang        | Bewertung | Rang   |
| ----------------------------------- | ----------- | --------------------- | ------------------------- | ----------- | --------- | ------ |
| Frauen                              |             |                       |                           |             |           |        |
| Marina Kielmann                     | Einzel      | 12                    | 11                        | 10          | 19,6      | 10     |
| Claudia Leistner                    | Einzel      | 6                     | 9                         | 6           | 13,2      | 6      |
| Männer                              |             |                       |                           |             |           |        |
| Heiko Fischer                       | Einzel      | 4                     | 11                        | 10          | 16,8      | 9      |
| Richard Zander                      | Einzel      | 9                     | 17                        | 11          | 23,2      | 11     |
| Mixed                               |             |                       |                           |             |           |        |
| Antonia Becherer Ferdinand Becherer | Eistanz     | 9                     | 9                         | 9           | 18,0      | 9      |
| Brigitte Groh Holger Maletz         | Paarlauf    | –                     | 13                        | 11          | 17,5      | 11     |

### Eisschnelllauf
| Athleten             | Wettbewerbe | Zeit     | Rang |
| -------------------- | ----------- | -------- | ---- |
| Frauen               |             |          |      |
| Monika Pflug         | 500 m       | 40,53    | 7    |
| Anja Mischke         | 1500 m      | 2:08,52  | 16   |
| Anja Mischke         | 3000 m      | 4:26,30  | 12   |
| Männer               |             |          |      |
| Hansjörg Baltes      | 1500 m      | 1:57,08  | 30   |
| Hansjörg Baltes      | 5000 m      | 6:59,45  | 24   |
| Hansjörg Baltes      | 10.000 m    | 14:45,41 | 27   |
| Hans-Peter Oberhuber | 500 m       | 37,73    | 20   |
| Hans-Peter Oberhuber | 1000 m      | 1:16,62  | 32   |
| Uwe Streb            | 500 m       | 38,03    | 27   |
| Uwe Streb            | 1000 m      | DSQ      | DSQ  |

### Nordische Kombination
| Athleten                                     | Wettbewerb           | Skispringen | Skispringen | Langlauf    | Langlauf | Gesamt |
| Athleten                                     | Wettbewerb           | Punkte      | Rang        | Zeit        | Rang     | Rang   |
| -------------------------------------------- | -------------------- | ----------- | ----------- | ----------- | -------- | ------ |
| Männer                                       |                      |             |             |             |          |        |
| Thomas Müller                                | Einzel Normalschanze | 190,4       | 31          | 44:02,7 min | 25       | 25     |
| Hans-Peter Pohl                              | Einzel Normalschanze | 204,3       | 15          | 44:23,9 min | 28       | 28     |
| Hubert Schwarz                               | Einzel Normalschanze | 219,2       | 2           | 42:35,8 min | 13       | 13     |
| Hermann Weinbuch                             | Einzel Normalschanze | 179,6       | 3           | 44:26,4 min | 29       | 29     |
| Thomas Müller Hans-Peter Pohl Hubert Schwarz | Teamwettbewerb       | 629,8       | 1           | 1:20:46,0   | 1        | Gold   |

### Rennrodeln
| Athlet                            | Wettbewerb   | Lauf 1   | Lauf 1 | Lauf 2   | Lauf 2 | Lauf 3   | Lauf 3 | Lauf 4   | Lauf 4 | Gesamt       | Gesamt |
| Athlet                            | Wettbewerb   | Zeit     | Rang   | Zeit     | Rang   | Zeit     | Rang   | Zeit     | Rang   | Zeit         | Rang   |
| --------------------------------- | ------------ | -------- | ------ | -------- | ------ | -------- | ------ | -------- | ------ | ------------ | ------ |
| Frauen                            |              |          |        |          |        |          |        |          |        |              |        |
| Veronika Bilgeri                  | Einsitzer    | 46,321 s | 4      | 46,375 s | 4      | 46,369 s | 4      | 46,605 s | 7      | 3:05,670 min | 4      |
| Männer                            |              |          |        |          |        |          |        |          |        |              |        |
| Max Burghartswieser               | Einsitzer    | 46,874 s | 13     | 46,949 s | 11     | 47,083 s | 14     | 47,280 s | 15     | 3:08,186 min | 13     |
| Georg Hackl                       | Einsitzer    | 46,725 s | 9      | 46,928 s | 10     | 46,805 s | 7      | 46,913 s | 8      | 3:07,371 min | 7      |
| Johannes Schettel                 | Einsitzer    | 46,355 s | 2      | 46,553 s | 2      | 46,599 s | 4      | 46,409 s | 2      | 3:05,916 min | Silber |
| Thomas Schwab Wolfgang Staudinger | Doppelsitzer | 46,024 s | 4      | 46,250 s | 5      | –        | –      | –        | –      | 1:32,274 min | Bronze |
| Georg Hackl Stefan Ilsanker       | Doppelsitzer | 46,054 s | 5      | 46,244 s | 4      | –        | –      | –        | –      | 1:32,298 min | 4      |

### Ski Alpin
| Athleten              | Wettbewerbe        | 1, Lauf     | 1, Lauf | 2, Lauf     | 2, Lauf | Gesamt        | Gesamt |
| Athleten              | Wettbewerbe        | Zeit        | Rang    | Zeit        | Rang    | Zeit/Punkte   | Rang   |
| --------------------- | ------------------ | ----------- | ------- | ----------- | ------- | ------------- | ------ |
| Frauen                |                    |             |         |             |         |               |        |
| Karin Dedler          | Alpine Kombination | 1:18,80 min | 16      | 1:29,03 min | 18      | 105,18 Punkte | 14     |
| Michaela Gerg         | Abfahrt            | –           | –       | –           | –       | 1:27,83 min   | 13     |
| Michaela Gerg         | Alpine Kombination | DSQ         | DSQ     | DSQ         | DSQ     | DSQ           | DSQ    |
| Michaela Gerg         | Riesenslalom       | 1:00,81 min | 8       | DNF         | DNF     | DNF           | DNF    |
| Michaela Gerg         | Super-G            | –           | –       | –           | –       | 1:20,98 min   | 10     |
| Anette Gersch         | Slalom             | DNF         | DNF     | DNF         | DNF     | DNF           | DNF    |
| Marina Kiehl          | Abfahrt            | –           | –       | –           | –       | 1:25,86 min   | Gold   |
| Marina Kiehl          | Riesenslalom       | 1:02,11 min | 21      | DNF         | DNF     | DNF           | DNF    |
| Marina Kiehl          | Super-G            | –           | –       | –           | –       | 1:21,11 min   | 13     |
| Christa Kinshofer     | Alpine Kombination | 1:19,83 min | 21      | DNF         | DNF     | DNF           | DNF    |
| Christa Kinshofer     | Riesenslalom       | 59,98 s     | 2       | 1:07,44 min | 5       | 2:07,42 min   | Silber |
| Christa Kinshofer     | Slalom             | 49,84 s     | 5       | 48,56 s     | 3       | 1:38,40 min   | Bronze |
| Christa Kinshofer     | Super-G            | –           | –       | –           | –       | 1:20,98 min   | 10     |
| Christina Meier-Höck  | Abfahrt            | –           | –       | –           | –       | 1:29,30 min   | 21     |
| Christina Meier-Höck  | Riesenslalom       | 1:00,43 min | 4       | 1:07,45 min | 6       | 2:07,88 min   | 5      |
| Regine Mösenlechner   | Abfahrt            | –           | –       | –           | –       | 1:27,16 min   | 7      |
| Regine Mösenlechner   | Super-G            | –           | –       | –           | –       | 1:20,33 min   | 4      |
| Ulrike Stanggassinger | Alpine Kombination | 1:17,92 min | 5       | 1:26,61 min | 14      | 71,51 Punkte  | 19     |
| Männer                |                    |             |         |             |         |               |        |
| Florian Beck          | Slalom             | 53,11 s     | 14      | 48,33 s     | 6       | 1:41,44 min   | 10     |
| Armin Bittner         | Alpine Kombination | 1:55,42 min | 35      | 1:25,64 min | 2       | 99,65 Punkte  | 11     |
| Armin Bittner         | Riesenslalom       | 1:08,56 min | 32      | 1:04,71 min | 22      | 2:13,27 min   | 26     |
| Armin Bittner         | Slalom             | DNF         | DNF     | DNF         | DNF     | DNF           | DNF    |
| Peter Dürr            | Abfahrt            | –           | –       | –           | –       | 2:04,32 min   | 21     |
| Peter Dürr            | Alpine Kombination | 1:48,30 min | 4       | 1:38,68 min | 23      | 123,92 Punkte | 17     |
| Michael Eder          | Super-G            | –           | –       | –           | –       | DNF           | DNF    |
| Peter Roth            | Riesenslalom       | DNF         | DNF     | DNF         | DNF     | DNF           | DNF    |
| Peter Roth            | Slalom             | DNF         | DNF     | DNF         | DNF     | DNF           | DNF    |
| Peter Roth            | Super-G            | –           | –       | –           | –       | DNF           | DNF    |
| Markus Wasmeier       | Abfahrt            | –           | –       | –           | –       | 2:02,03 min   | 6      |
| Markus Wasmeier       | Alpine Kombination | 1:49,32 min | 8       | 1:29,84 min | 13      | 65,44 Punkte  | 7      |
| Markus Wasmeier       | Riesenslalom       | 1:06,60 min | 12      | 1:05,09 min | 26      | 2:11,69 min   | 19     |
| Markus Wasmeier       | Super-G            | –           | –       | –           | –       | DNF           | DNF    |
| Hansjörg Tauscher     | Abfahrt            | –           | –       | –           | –       | 2:04,31 min   | 20     |
| Frank Wörndl          | Riesenslalom       | 1:06,10 min | 7       | 1:03,12 min | 8       | 2:09,22 min   | 8      |
| Frank Wörndl          | Slalom             | 50,99 s     | 1       | 48,54 s     | 8       | 1:39,53 min   | Silber |
| Frank Wörndl          | Super-G            | –           | –       | –           | –       | DNF           | DNF    |
| Hannes Zehentner      | Abfahrt            | –           | –       | –           | –       | 2:03,23 min   | 13     |
| Hannes Zehentner      | Alpine Kombination | 1:49,16 min | 7       | 1:46,85 min | 25      | 197,87 Punkte | 22     |

### Skilanglauf
| Athleten                                                       | Wettbewerbe       | Zeit        | Rang |
| -------------------------------------------------------------- | ----------------- | ----------- | ---- |
| Frauen                                                         |                   |             |      |
| Sonja Bilgeri                                                  | 5 km Klassisch    | 17:33,2 min | 48   |
| Sonja Bilgeri                                                  | 10 km Klassisch   | 35:07,0 min | 44   |
| Sonja Bilgeri                                                  | 20 km Freistil    | DNF         | DNF  |
| Stefanie Birkelbach                                            | 5 km Klassisch    | 17:09,1 min | 43   |
| Stefanie Birkelbach                                            | 20 km Freistil    | 1:04:40,5 h | 45   |
| Karin Jäger                                                    | 5 km Klassisch    | 16:28,0 min | 28   |
| Karin Jäger                                                    | 10 km Klassisch   | 32:09,5 min | 24   |
| Karin Jäger                                                    | 20 km Freistil    | 1:02:34,6 h | 35   |
| Birgit Kohlrusch                                               | 5 km Klassisch    | 17:10,3 min | 44   |
| Birgit Kohlrusch                                               | 20 km Freistil    | 1:03:16,2 h | 41   |
| Sonja Bilgeri Stefanie Birkelbach Karin Jäger Birgit Kohlrusch | 4 × 5 km Staffel  | 1:05:48,6 h | 11   |
| Männer                                                         |                   |             |      |
| Jochen Behle                                                   | 15 km Klassisch   | 43:59,7 min | 23   |
| Jochen Behle                                                   | 30 km Klassisch   | 1:30:08,3 h | 23   |
| Stefan Dotzler                                                 | 30 km Klassisch   | 1:33:06,1 h | 40   |
| Georg Fischer                                                  | 50 km Freistil    | 2:13:31,3 h | 34   |
| Herbert Fritzenwenger                                          | 50 km Freistil    | 2:13:27,6 h | 33   |
| Walter Kuß                                                     | 15 km Klassisch   | 44:29,0 min | 27   |
| Walter Kuß                                                     | 50 km Freistil    | DNF         | DNF  |
| Jochen Behle Georg Fischer Herbert Fritzenwenger Walter Kuß    | 4 × 10 km Staffel | 1:48:05,0 h | 7    |

### Skispringen
| Athleten                                                 | Wettbewerb             | 1, Durchgang | 1, Durchgang | 1, Durchgang | 2, Durchgang | 2, Durchgang | 2, Durchgang | Gesamt | Gesamt |
| Athleten                                                 | Wettbewerb             | Weite        | Punkte       | Rang         | Weite        | Punkte       | Rang         | Punkte | Rang   |
| -------------------------------------------------------- | ---------------------- | ------------ | ------------ | ------------ | ------------ | ------------ | ------------ | ------ | ------ |
| Männer                                                   |                        |              |              |              |              |              |              |        |        |
| Andreas Bauer                                            | Normalschanze          | 78,5 m       | 87,2         | 40           | 79,5 m       | 90,3         | 21           | 177,5  | 29     |
| Andreas Bauer                                            | Großschanze            | 103,0 m      | 94,1         | 31           | 93,5 m       | 75,8         | 40           | 169,9  | 34     |
| Josef Heumann                                            | Normalschanze          | 77,0 m       | 84,3         | 43           | 80,0 m       | 92,1         | 16           | 176,4  | 31     |
| Josef Heumann                                            | Großschanze            | 102,0 m      | 90,7         | 33           | 95,0 m       | 76,4         | 36           | 167,1  | 36     |
| Thomas Klauser                                           | Normalschanze          | 80,5 m       | 94,4         | 24           | 71,0 m       | 70,7         | 55           | 165,1  | 47     |
| Thomas Klauser                                           | Großschanze            | 114,5 m      | 111,7        | 4            | 102,5 m      | 93,4         | 7            | 205,1  | 4      |
| Peter Rohwein                                            | Großschanze            | 106,0 m      | 96,3         | 26           | 96,0 m       | 81,3         | 29           | 177,6  | 25     |
| Dieter Thoma                                             | Normalschanze          | 75,0 m       | 78,1         | 54           | 74,0 m       | 76,0         | 49           | 154,1  | 55     |
| Andreas Bauer Peter Rohwein Thomas Klauser Josef Heumann | Großschanze Mannschaft | 407,5 m      | 277,8        | 6            | 408,0 m      | 281,2        | 6            | 559,0  | 6      |